# زاوية بن حمادوش

وثيقة (1) عقد تخصيص سيدي محمد الكبير أحد أحفاد سيدي مسعود بأراضي محبوسة عليه من قبل سلاطين المحروسة الجزائر

 زاوية بن حمادوش أو زاوية قجال هي زاوية دينية (1) علمية مقرها بـبلدية قجال الكائنة بـدائرة قجال التابعة إلى ولاية سطيف الجزائرية، وهي مدرسة لتحفيظ القرآن، وتدريس علومه، ومعهدا لتعليم العلوم الدينية، كما أنها مركز من مراكز التربية الروحية الصوفية....
تقع زاوية بن حمادوش في منطقة قجال الكائنة في دائرة قجال الواقعة جنوب شرق ولاية سطيف الجزائرية، ضمن الإقليم الشمالي الشرقي الجزائري، وفي إقليم الهضاب العليا، في الجهة الشرقية من الإقليم.

## تاريخ الزاوية

### النشأة الأولى
موقع الحالي للمسجد القديم للزاوية العلمية بـ قجال هو بالأساس موقع بناه الفاتحون الأوائل، ويروي أن الصحابي الجليل عبد الله بن الزبير كان مم شاركوا في بناء المسجد، وترك أثر يده على الجدار القبلي للمسجد، وبقي هذا الأثر قائما إلى قدوم سيدي مسعود القجالي الحسني إلى قجال.

### نشأة وتأسيس الزاوية

زاوية قجال قبل الهدم والتخريب الذي قام به المستعمر بعد قدومه إلى المنطقة واحتلالها

إن تأسيس زاوية ڤجال كان أواخر القرن الرابع الهجري، في عهد سيدي مسعود القجالي الحسني، المعاصر لعبيدي الله المهدي، مؤسس الدولة الفاطمية. وفي أوائل القرن السادس الهجري، تم تجديدها على يد أبي عبد الله سيدي محمد حفيد سيدي مسعود، بعقد موقع من قبل أبي بكر محمد المعروف بابن العربي وهو فقيه مالكي معروف في ذلك الوقت، الذي عاش بين سنتي (543/468 هجرية)، وينص العقد على العقيدة والمذهب المعتمدين في التعليم بالزاوية، وهما العقيدة الأشعرية، والمذهب المالكي.

### وقائع وأحداث
- تعرضت زاوية قجال للإهمال والهجر لعشرات السنين، كما تعرضت للهدم ومصادرة أموالها وأوقافها، ونهب مكتباتها ووثائقها، وتصفية شيوخها، واغتيال الشيخ أبي عبد الله محمد بن إدريس، واغتيال الإخوة السبعة، والاعتداء على سيدي محمد الكبير وابن عمته من طرف شخص تمت إدانته من طرف مجلس العلماء سنة 1192 هجري.[2][3][4][5]
- عاشت المنطقة فترة اضطرابات وصراعات لا تنقطع بين العروش والعائلات والقبائل، بالإضافة إلى صراع العرب مع الأتراك، (معركة ڤجال)، بين جيش العرب، بقيادة أحمد بن الصخري، والجيش التركي التي بقيادة مراد باي، التي سبقت الإشارة إليها. اضطر خلالها شيوخ الزاوية إلى مغادرتها، هاجرالشيخ سيدي علي بن أحمد الملقب بـ احمادوش إلى المغرب، وانتقال الشيخ الصديق حمادوش إلى بلاد بوغنجة بأولاد صابر. هذا فضلا عن الفترة الاستعمارية التي تعرضت فيها الزاوية إلى مصادرة أوقافها من الأراضي الفلاحية، التي تشهد عليها وثائق الزاوية التي حددت أملاكها باسم بلاد سيدي مسعود، قبيل الغزو الاستعماري الفرنسي بعدة سنوات. وعلى هذا يمكن أن نتحدث عن عدة فترات من التجديد الذي خضعت له الزاوية، من خلال الوثائق [6] التي تنص على تنصيب الشيوخ باعتبار ذلك استئنافا لأداء دورها التعليمي والإصلاحي.[2][3][4][5][7]

### فترات التجديد

مبنى مدرسة زاوية بن حمادوش

#### التجديد الأول
تم في سنة 888 هجري الموافق لسنة 1483 ميلادي بعقد موقع من طرف الإمام العلي المطاع أبي يحيا زكرياء (من أمراء الدولة الحفصية) يفوض للشيخ أبي عبد الله محمد بن إدريس بتسيير زاوية ڤجال وأحباسها.

#### التجديد الثاني
تم في سنة 931 هجري الموافق لسنة 1524 ميلادي على يدي الشيخ أبي عبد الله محمد بن صالح بعقد موقع من طرف الإمام المجاهد أبي العباس أحمد بن محمد. وقد شهدت زاوية ڤجال في هذه الفترة نهضة علمية شارك فيها الشيخ العلامة سيدي عبد الرحمن الأخضري.

#### التجديد الثالث
تم في سنة 1211 هـ الموافق لسنة 1795 م على يدي سيدي محمد الكبير. وبعد وفاته تولى مشيخة الزاوية المجاهد الشيخ الطاهر بن حمادوش الذي شارك في مقاومة الاستعمار الفرنسي الغاشم. وتمت معاقبته بمصادرة أراضيه الفلاحية الخاصة.

#### التجديد الرابع
تم على يد الشيخ الصديق بن الشيخ الطاهر بن حمادوش بداية من سنة 1857م، الذي استطاع أن يستعيد المبادرة ويفتح الزاوية لتحفيظ القرآن والتعليم الديني؛ كان الشيخ الصديق بن حمادوش عالما في الدين وصوفيا، تخرج على يده أكثر من ستين فقيها منهم من فتح زاوية كالشيخ المختار بن الشيخ، والشيخ الطيب بن الكتفي والشيخ المنور مليزي، والشيخ علي الحامدي، والشيخ رحماني عبد الرحمن ومنهم من اشتغل قاضيا في محاكم الشريعة الإسلامية، ومنهم من اشتغل مفتيا إبان الإستعمار الفرنسي للجزائر. وبهذا سجلت زاوية ڤجال حضورها على مستوى كل من المقاومة المسلحة من خلال الشيخ الطاهر بن حمادوش وحضورا قويا على مستوى المقاومة الثقافية من خلال الشيخ الصديق بن حمادوش.

#### التجديد الخامس
تم على يد الشيخ محمد الصديق بن الطيب حمادوش وإخوته سنة 1936 م، فاستعادت الزاوية نشاطها العلمي على يدي الشيخ المختار بن الشيخ بين سنتي (1936 م إلى 1944 م) وبعد وفاته استخلفه الشيخ محمد بقاق لأكثر من سنتين (1945 م إلى سنة 1947م).

#### التجديد السادس
تم على يد الإمام الشهيد عبد الحميد حمادوش سنة 1950م بعد أن أنهى دراسته بجامعة الزيتونة بتونس وعاد إلى أرض الوطن، فقام بإصلاحات معتبرة في الزاوية واستأنف التدريس بها لعدد من الطلبة الذين كان وإياهم على موعد مع ثورة التحرير الجزائرية، فاستشهد منهم من استشهد، ومن بقي منهم رفع تحدي التعليم العربي بعد الاستقلال من خلال مدرسة ڤجال والمدارس الرسمية.

#### التجديد السابع
تم بعد الاستقلال أي في صيف سنة 1962م حيث انطلقت محاولة أولية للتدريس بالزاوية، قام بها الشيخ القريشي مدني بطلب من الشيخ أبي محمد الصغير، محمد الصديق بن الطيب حمادوش. وتبعتها محاولة أخرى قام بها الشيخ الحسين مؤمن، ولكنها لم تستمر. وفي بداية العام الدراسي (1963 / 1964) استأنفت الزاوية عملها تحت اسم مدرسة الشهيد عبد الحميد حمادوش، بإشراف الشيخ محمد الصديق بن الطيب حمادوش، وتسيير الجمعية الدينية برئاسة البشير ڤزوط. وكان من أبرز أساتذتها الشيخ القريشي مدني، والشيخ إسماعيل زروڤ. ومن فلسطين الأساتذة ذيب كنعان، ويعقوب قرعاوي، وتيسير محمد سعيد وغيرهم، في هذه الفترة أخذت الزاوية صبغة المدرسة الحرة أكثر منها زاوية ذات خط وطريقة ومنهج في التربية والتعليم، وتوقف التعليم القرآني بها، ولكنها أدت دورا رائدا في تعليم أبناء المنطقة، وولاية سطيف، فتخرج منها العشرات، بل المئات من المعلمين، والمدرسين، والأساتذة، والموظفين. وفي سنة 1976 جاء مشروع توحيد التعليم بإلغاء المدارس الحرة، والزوايا، فتسلمت مديرية التربية والتعليم، مدرسة الشهد عبد الحميد حمادوش، التي أصبحت تحمل اسم إكمالية عبد الحميد حمادوش، وحلت الجمعية، فبقيت الزاوية معطلة خالية بلا تعليم قرآني ولا شرعي، إلا من الشيخ رابح عيادي، الذي ظل محافظا على الآذان، وإمامة الناس في الصلاة بدون أجر حتى توفي.

#### التجديد الثامن
في سنة 1981 أقدم أهل الزاوية وطلبتها القدامى على تكوين جمعية دينية للمسجد الجامع والزاوية العلمية، فكان ممن ساهم وشجع على إعادة إحياء هذا الصرح العلمي التاريخي، الأستاذ إبراهيم زروڤ - وصفيح المحفوظ - الشيخ الزبير - وعبد الوهاب حمادوش - والأستاذ عبد المجيد حمادوش - والشيخ خالد حمادوش - والشيخ محمد الفاضل. وكانت الجمعية تتكون من الشيخ الزبير حمادوش - والشيخ القريشي مدني - والشيخ محمد غجاتي - والأستاذ المحفوظ صفيح - والعربي حافظ - وحمو رحماني - ومحمد ولد الشيخ الخير فاضلي.
فأقيمت أول جمعة بالمسجد الجامع التابع للزاوية، كبداية لإحياء الزاوية من جديد وكان إمام الجمعة أحد طلبتها الأوفياء، وخطيبها بالمنطقة، الشيخ القريشي مدني، الذي ظل لسنوات يقدم بها دروسا في علوم اللغة العربية والفقه والأصول، في هذه الفترة تمت توسعة الزاوية.

#### التجديد التاسع
كان ذلك عام 1412هـ، 1992م حيث تم إحياء الزاوية العلمية بقجال باسم زاوية الشهيد عبد الحميد حمادوش، بعد حفل تأسيس كبير حضر فيه جمع غفير من الأساتذة والمعلمين وعلماء الدين، والأعيان، والمسؤولين وغيرهم، وكانت الجمعية تتكون من الشيخ الزبير حمادوش - والشيخ فوضيل حمادوش - والأستاذ عبد المجيد حمادوش - والشيخ خالد حمادوش - والأستاذ الهادي حمادوش - والأستاذ عبد الله فتاش - والشيخ القريشي مدني - والساسي غجاتي - وعلي مدني - والحسين فتاش - والشيخ عبد الرحمان حمادوش - ومحمد بخوش - وجمال بن إدريس - والأستاذ جمال ب، وبعد سنوات تم إنجاز مشروع المجمع الإسلامي لزاوية قجال، بعد أن تمت تسوية جميع الإجراءات القانونية والإدارية، لتكون البداية بإنجاز المسجد الجديد.
- بعد فترة من الزمن قام السيد عبد الوهاب نوري، والي ولاية سطيف، وبرفقة السيد رئيس دائرة ڤجال، بزيارة إلى الزاوية، كان ذلك يوم الجمعة الأولى من شهر رمضان لسنة 1423 هـ. وتم من خلالها اتخاذ قرار استرجاع إكمالية الشهيد عبد الحميد حمادوش لإنجاز مشروع المجمع الإسلامي لزاوية ڤجال 5 سنوات بعد ذلك.[2][3][4][5][8]

## أبنية ومرافق الزاوية
- المسجد القديم
- المسجد الجديد
- مصلى سيدي مسعود، الكائنة بجوار مقبرة قجال (مقبرة سيدي مسعود)
- ضريح سيدي مسعود الحسني
- مكان إقامة الطلبة
- مكان تحفيظ القرآن العظيم
- مكان التدريس
- قاعة الإطعام

## شيوخ وعلماء الزاوية
1. الشيخ عبد الرحمن الأخضري
2. سيدي مسعود القجالي الحسني
3. سيدي محمد القجالي الحسني حفيد سيدي مسعود
4. سيدي أبو عبد الله محمد بن إدريس الحسني
5. سيدي أبو عبد الله محمد بن صالح الحسني
6. سيدي أحمد بن إدريس الملقب بحمادوش
7. سيدي أحمد بن الصالح الإدريسي الحسني
8. سيدي محمد الكبير الإدريسي الحسني
9. الشيخ الطاهر بن محمد بن إدريس
10. العلامة الشيخ الصدیق حمادوش
11. الشيخ الطیب بن الصدیق حمادوش
12. الشيخ محمد الصديق حمادوش
13. الإمام الشهيد عبد الحميد حمادوش
14. الشيخ محمد خلفي
15. الشيخ محمد الصغیر بن یوسف الحملاوي
16. الشيخ القريشي مدني
17. الشهيـد الشيخ سي حمود فني
18. الشيخ الدراجي بن رابح العیادي
19. الشيخ الطيب بن محمد الكتفي
20. الشيخ المنور بن أحمد ملیزي
21. الشيخ المختار بن الطیب بن الشیخ
22. الشيخ محمد بن عمر بقاق
23. الشيخ عبد الله بن الطیب حمادوش
24. الشيخ عبد العزیز بن الطیب حمادوش
25. الشيخ عبد الرحمن بن الطیب حمادوش
26. الشيخ الطاهر بن الطيب حمادوش
27. الشيخ لحسن بودرافة
28. الشيخ الحسين مؤمن
29. الشيخ بوزيد خلفي
30. الشيخ رابح العیادي
31. الشيخ عبد الرحمن بن المختار بن الشيخ
32. العلامة الشيخ المختار بن الشيخ

### صور شيوخ الزاوية

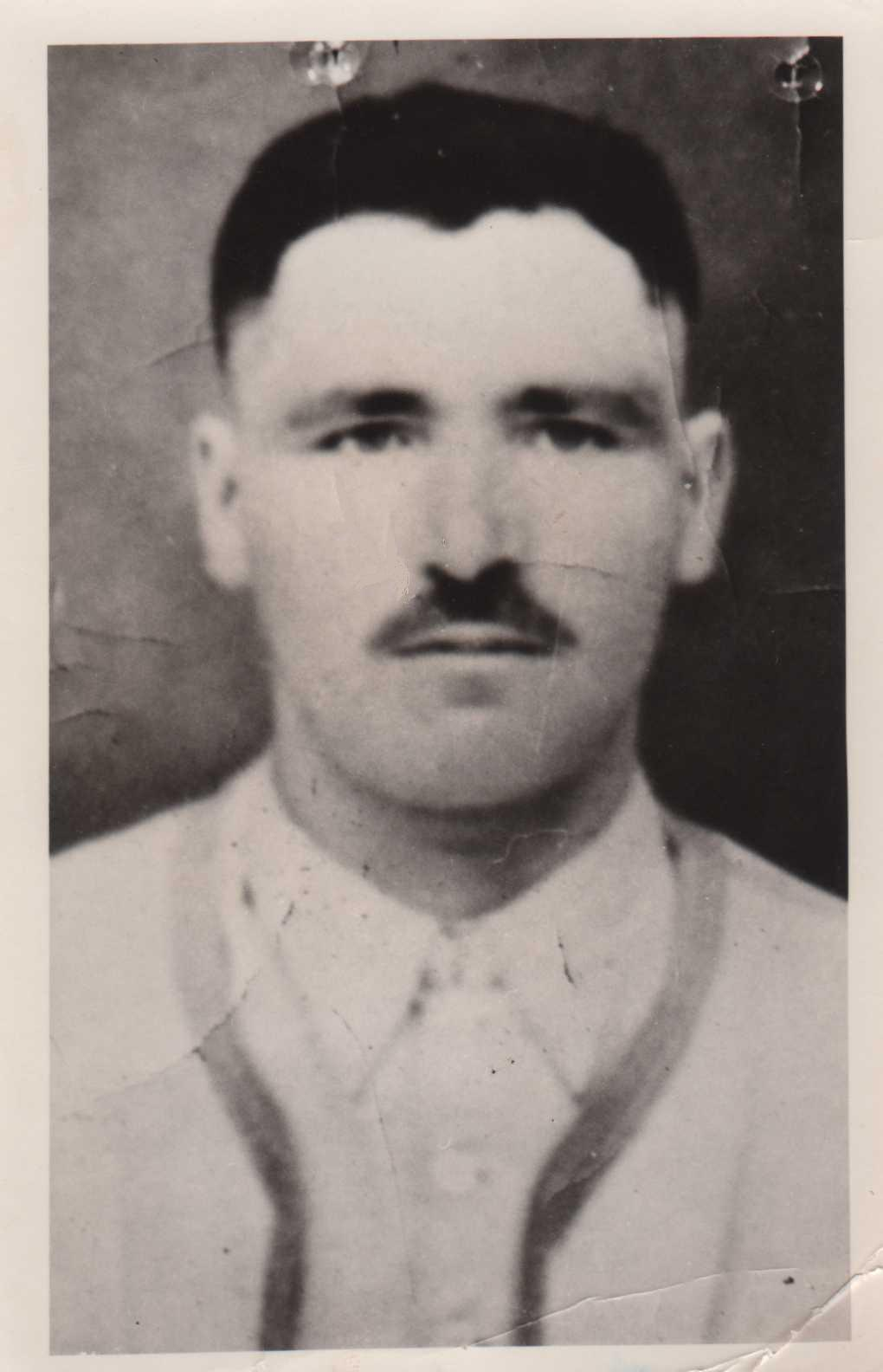
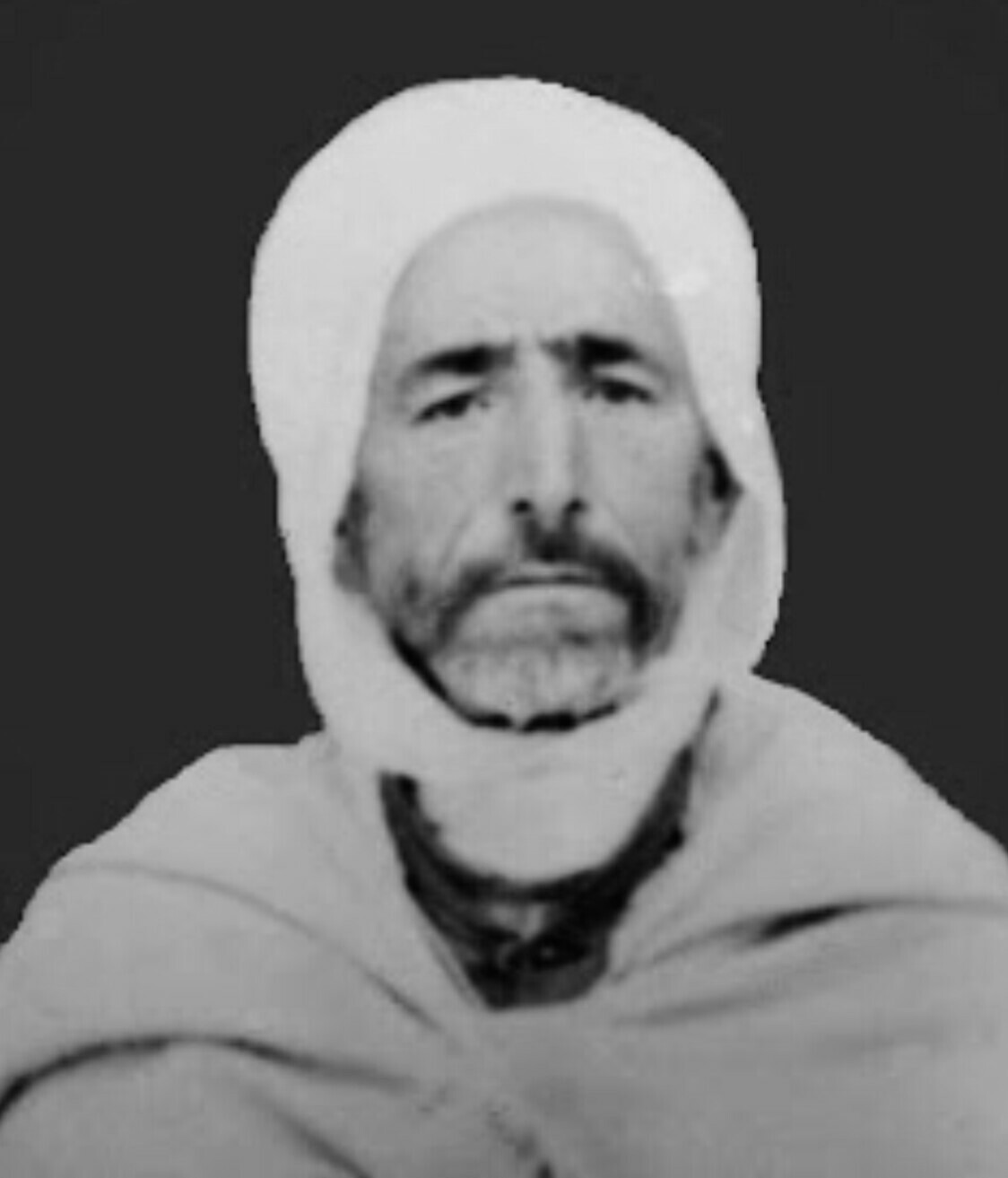
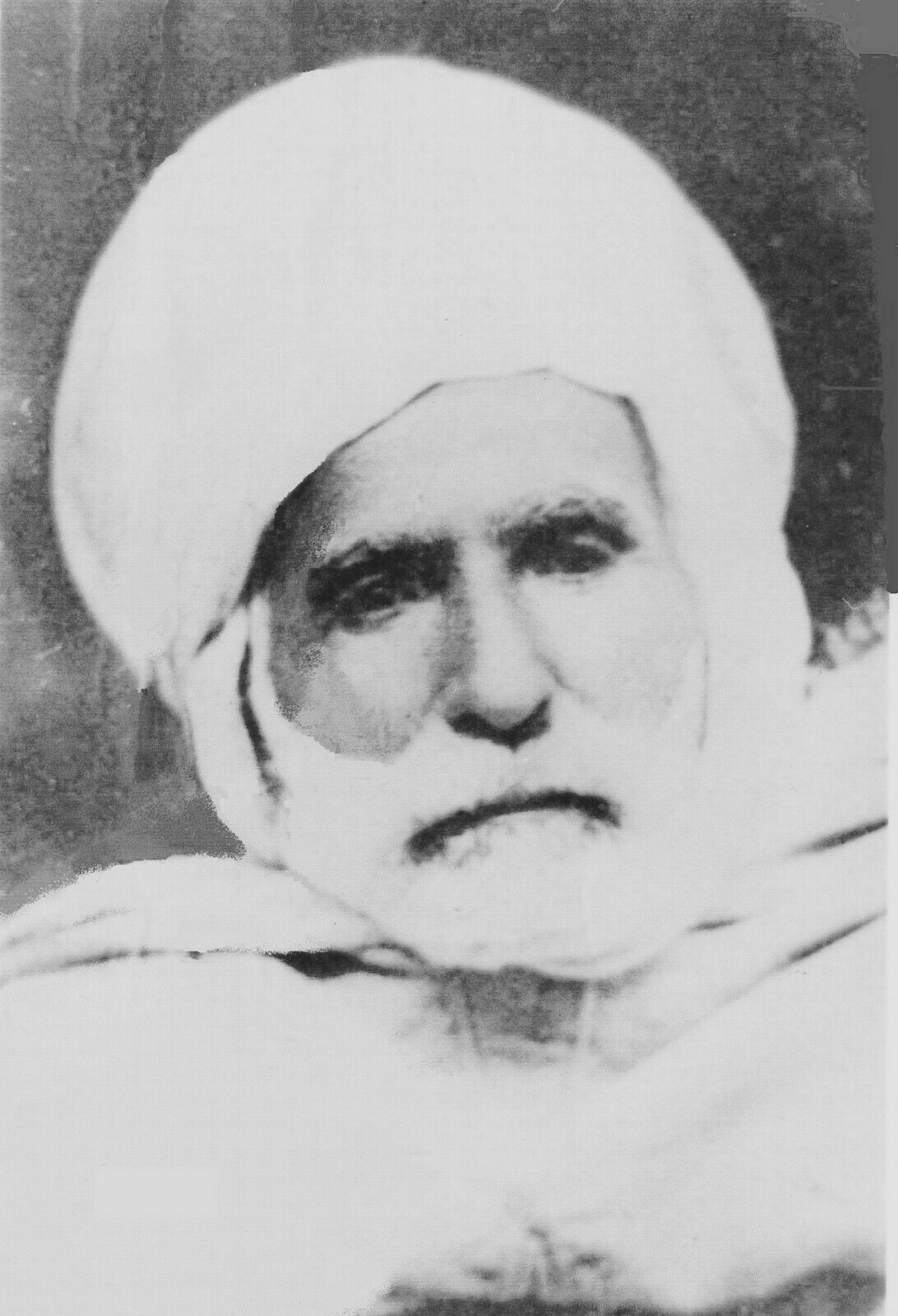

## شخصيات إرتبط إسمهم بالزاوية
زاوية بن حمادوش استقبلت علماء من أمثال سيدي عبد الرحمن الأخضري ، الذي عاش في القرن العاشر الهجري، فقد كان يزورها للتدريس بها والتبرك بزيارة مقام سيدي مسعود الإدريسي الحسني القجالي، الذي توفي بمنطقة ڤجال. وقد نقل جثمانه إلى قريته «بنطيوس» الكائنة بمنطقة طولقة، بولاية بسكرة، حيث دفن هناك، ومن علماء زاوية بن حمادوش، سيدي محمد الصغير بن يوسف الحملاوي. أيضا الشيخ أبي القاسم بن السعد الحامي، الذي علم بها، وقد ذكر أنه ترك بمكتبتها العديد من المخطوطات، لم يبق منها إلا مخطوطا واحد في شرح الآجرومية، فرغ من إنجازه في نهاية السنة المتممة للقرن الثاني عشر الهجري.و سيدي عمر قادري، الذي تعلم بزاية بن حمادوش.

## الزاوية والمقاومات الشعبية
كان للمنهج المعتمد في زاوية قجال كباقي الزوايا العلمية في الجزائر الدور الأساسي والكبير في مشاركة بعض شيوخها في المقاومات الشعبية الوطنية ضد الوجود الفرنسي في الجزائر، ففي القرن التاسع عشر، كان شيوخ الزوايا العلمية هم قادة الثورات ومفجروها، وطلبتها جنود ميادين الوغى وفرسانها، ومن هؤلاء كان ابن منطقة فجال وحفيد رمزها سيدي مسعود وواحد من شيوخ جامعها الشريف، الشيخ سيدي الطاهر بن محمد بن أحمد الملقب بأحمادوش. شارك سيدي الطاهر في الجهاد ضد الاستعمار الفرنسي، وقد أصيبت رجله أثناء معركة مع العدو قرب الجزائر العاصمة، وكانت جروحه دامية فعجز عن السير وبقي هناك فترة من الزمن إلى أن شملته تالعناية الإلهية ؛ حيث عثر عليه أحد رفاق السلاح الناجين في المعركة، فقدم له الإسعافات اللازمة، وأودعه عند أحد سكان المنطقة، فلما برئ جرحه وعادت إليه عافيته، رجع إلى بيته بقجال.

## الزاوية وثورة التحرير الجزائرية
لما اندلعت الثورة الجزائرية في نوفمبر 1954 م، كان طلبة العلم والشيوخ في زاوية ڤـجال (زاوية بن حمادوش) في الموعد، فشارك فيها جلهم، وقدموا الغالي والنفيس من أجل تحرير البلاد، وقدموا الكثير من الشهداء. نذكر منهم الشهيد عبد الحميد حمادوش، والشهيد حمود مني...

## المهام
تُعتبر زاوية بن حمادوش بـ قجال من أشهر الزوايا العلميّة في شمال أفريقيا، نظرا إلى الدور الإيجابيّ الذي قام به رجالها من شيوخ وعلماء وطلبة، منذ التأسيس، في حفظ الهوية الوطنية، والدفاع عن مقومات المجتمع الجزائري الدينية والوطنية، وحركتهم التوعوية الفكرية والثقافية، وجهودهم العلميّة، والتربويّة، وأعمالهم الوطنيّة، وتضحياتهم في سبيل تحرير البلاد من الاحتلال الفرنسي، ونشاطاتهم الدعوية والتبليغية.
- كان لزاوية بن حمادوش بـقجال، دورا رائدا في مختلف مراحل الجهاد، ضد الوجود الإستعماري الغاشم، فشارك شيوخها وطلبتها في المقاومات الشعبية، كما كان لهم وجودا قوي وكبير في الثورة التحريرية المجيدة، فسقط من أبنائها الكثير من الشهداء في ساحات الكرامة والتضحية، وكانت أيضا أحد أهم معاقل الحركة الوطنية الجزائرية، ثم مركز إسناد لثورة التحرير الجزائرية المجيدة.[2][3][4][5]
- كان للزاوية العلمية بـ قجال، زمن الفترة الإستعمارية نشاطها العلمي والمعرفي، وهذا نعو من الجهاد الفكري، في مواجهة المستعمر الغاشم، فسخّرت جهودها لتحفيظ القرآن العظيم، وتعليم علومه، وتدريس تعاليم الدين، ونشر ثقافة الإسلام الأصيل، وإرساخ قيمه الروحيّة السامية، هذا فضلا عن رسالتها الإصلاحية، وعملها لترقية المجتمع، وتوثيق أواصر الأخوّة والوحدة بين أفراد المجتمع، وإصلاحه بالدّين والعلم والفكر المعتدل، والتوجيه الراشد.[2][3][4][5]
- بعد استعادة الاستقلال، وفي صيف سنة 1962 ميلادية، انطلقت محاولة أولية للتدريس بالزاوية، قام بها الشيخ القريشي مدني، بطلب من الشيخ أبي محمد الصغير، محمد الصديق بن الطيب حمادوش. وتبعتها محاولة أخرى قام بها الشيخ الحسين مؤمن، ولكنها لم تستمر. وفي بداية العام الدراسي (1963 / 1964)، استأنفت الزاوية عملها تحت اسم مدرسة الشهيد عبد الحميد حمادوش، بإشراف الشيخ محمد الصديق بن الطيب حمادوش، وتسيير الجمعية الدينية برئاسة البشير ڤزوط. وكان من أبرز أساتذتها الشيخ القريشي مدني، والشيخ إسماعيل زروڤ. ومن فلسطين الأساتذة ذيب كنعان، ويعقوب قرعاوي، وتيسير محمد سعيد وغيرهم، في هذه الفترة أخذت الزاوية صبغة المدرسة الحرة، أكثر منها زاوية دينية، ذات خط وطريقة ومنهج في التربية والتعليم، فتوقف التعليم القرآني بها، ولكنها أدت دورا رائدا في تعليم أبناء المنطقة، وولايـة سطيف، فتخرج منها العشرات، بل المئات من المعلمين، والمدرسين، والأساتذة، والموظفين. وفي سنة 1976 جاء مشروع توحيد التعليم بإلغاء المدارس الحرة، والزوايا العـلميـة، فتسلمت مديرية التربية والتعليم، مدرسة الشهد عبد الحميد حمادوش، التي أصبحت تحمل اسم إكمالية الشهيد عبد الحميد حمادوش، وحلت الجمعية، فبقيت الزاوية معطلة خالية، بلا تعليم قرآني ولا شرعي، إلا من الشيخ رابح عيادي، الذي ظل محافظا على الآذان، وإمامة الناس في الصلاة بدون أجر حتى توفي.[2][3][4][5]
- في سنة 1981 تم تجديد التأسيس فزاولت الزاوية من جديد نشاطها في تحفيظ القرآن، وتعليم العلوم الدينية، كما زاولت نشاطاتها في مجال التربية الصوفية، وسنة 1992 تم تجديد آخر تم خلاله إحياء الزاوية العلمية بـ قـجـال، باسم زاوية الإمام الشهيد عبد الحميد حمادوش، فواصلت نشاطاتها التربوية والتعليمية، والفكرية والدينية والثقافية.[2][3][4][5]
- كما كانت الزاوية العلمية بقجال سابقا تتكفّل بعدد من الأسر الفقيرة، وتساعد اليتامى والمساكين وأبناء السبيل والمعوزين، وتطعم الطعام الوافدين، والزائرين والعابرين، وتتكفّل بطلبة العلم، مجانا: إيواء وإطعاما وتعليما.[2][3][4][5]

## وثائق
هناك وثيقة تبين أن زاوية بن حمادوش التي كانت تسمى زاوية سيدي مسعود القجالي الحسني، ثم زاوية قجال لها أكثر من تسعة قرون بالتاريخ الهجري، هذه الوثيقة تحدد القرن الخامس كتاريخ لتخصيص السيد محمد الكبير، أحد أحفاد سيدي مسعود الحسني، بأراضي محبوسة عليه من قبل سلاطين المحروسة الجزائر، وتذكر أنه خصص زاويته ببعض الأراضي، أما الوثيقة الثانية فمؤرخة في أواسط ذي القعدة عام ثمانية وثمانين وثمانمائة هجرية 888 هجري 1483 ميلادي، ووثقية ثالثة يعود تاريخها إلى شهر شوال سنة 931 هجري 1524 ميلادي أما الوثيقة الرابعة فهي أوضح من الوثائق السابقة ومؤرخة في 1230 هجري 1815 ميلادي وتحدد الأراضي الفلاحية الموقوفة على الزاوية العلمية.

### صور الوثائق

## وصلات داخلية

### مواضيع ذات صلة
- الجزائر.
- ولاية سطيف.
- قجال.
- دائرة قجال.
- ضريح سيدي مسعود الحسني
- مقبرة سيدي مسعود (قجال)
- عبد الرحمن الأخضري.
- محمد العربي التباني.
- عبد الحميد حمادوش.

### مواضيع مرتبطة
- الزاوية العلمية.
- تكية.
- كتاب (مدرسة).
- مدرسة قرآنية.
- جامعة.
- معهد.
- المرجعية الدينية الجزائرية.
- وزارة الشؤون الدينية الجزائرية.
- الحزب الراتب: الحزاب - الباش حزاب - السلكة.
- الزوايا في الجزائر.
- طريقة صوفية.
- تاريخ التصوف.
- التصوف.
- صوفية.
- ضريح.

## وصلات خارجية
- موقع ولاية سطيف
- إذاعة سطيف (البث الحي)
- الموقع الرسمي لوزارة الشؤون الدينية والأوقاف الجزائرية
- الموقع الرسمي للمجلس الإسلامي الأعلى في الجزائر
- موقع الرسمي للزاوية الحماوية
- الموقع الرسمي لوزارة المجاهدين الجزائرية
- الموقع الرسمي لوزارة التربية الوطنية الجزائرية
- الموقع الرسمي لوزارة التعليم العالي والبحث العلمي الجزائرية
- الموقع الرسمي لوزارة الثقافة الجزائرية
- بوابة التراث الثقافي الجزائري
- الموقع الرسمي لجمعية العلماء المسلمين الجزائريين
- مدونة التربية والتعليم (موقع مديرية التربية لولاية سطيف)
- موقع وزارة الثقافة الجزائرية